# 2018 w muzyce
Wydarzenia muzyczne w 2018 roku.

## Wydarzenia

### Indonezja
- 22 grudnia – podczas koncertu zespołu Seventeen w indonezyjskim kurorcie Tanjung Lesung uderzyła fala tsunami, w wyniku której zginęło trzech członków zespołu: Gitarzysta Herman Sikumbang, basista M. Awal „Bani” Purbani oraz perkusista Windu Andi Darmawan. Zginęli także: Road manager grupy Oki Wijaya, technik Rukmana Rustam i żona wokalisty, aktorka i osobowość telewizyjna Dylan Sahara. Ogólną liczbę ofiar śmiertelnych tsunami szacuje się na kilkaset[1][2].

### Polska
Koncerty
- 27 stycznia – David Guetta, Tauron Arena Kraków[3][4]
- 7 lutego – Depeche Mode, Tauron Arena Kraków[5]
- 9 lutego – Depeche Mode, Łódź, Atlas Arena[6]
- 11 lutego – Depeche Mode, Gdańsk, Sopot, Ergo Arena[7]
- 21 lutego – Caro Emerald, Warszawa, klub „Stodoła”[8][9]
- 23 marca – IAMX, Warszawa, klub Progresja[10]
- 18 kwietnia – Thirty Seconds to Mars, Łódź, Atlas Arena[11]
- 29 kwietnia – Metallica, Tauron Arena Kraków[12]
- 5 maja – Bryan Adams, Warszawa, Hala Torwar[13]
- 8 czerwca – Lenny Kravitz, Tauron Arena Kraków[14]
- 12 czerwca – Hollywood Vampires, Warszawa, Hala Torwar[15]
- 13 czerwca
  - Judas Priest i Megadeth, Katowice, Spodek[16]
  - Marilyn Manson, Warszawa, Hala Torwar[17]
- 30 czerwca – Beyoncé i Jay-Z, Warszawa, PGE Narodowy[18]
- 1 lipca – Deep Purple, Tauron Arena Kraków[19]
- 3 lipca – Pearl Jam, Tauron Arena Kraków[20]
- 8 lipca – The Rolling Stones, Warszawa, PGE Narodowy[21]
- 9 lipca – Guns N’ Roses, Chorzów, Stadion Śląski[22]
- 14 lipca – 25 sierpnia – Męskie Granie, Poznań, Katowice, Wrocław, Kraków, Gdynia, Warszawa, Żywiec[23]
- 27 i 28 lipca – Iron Maiden, Tauron Arena Kraków[24][25]
- 29 lipca – Scorpions, Łódź, Atlas Arena[26]
- 3 sierpnia – Roger Waters, Tauron Arena Kraków[27]
- 5 sierpnia – Roger Waters, Gdańsk, Sopot, Ergo Arena[28]
- 11 i 12 sierpnia – Ed Sheeran, Warszawa, PGE Narodowy[29][30]
- 20 października – Killing Joke, Warszawa, klub „Stodoła”[31]
- 10 listopada – Koncert dla Niepodległej, Stadion Narodowy[32]
- 18 listopada – Procol Harum, Łódź, Atlas Arena[33]
- 3 grudnia – Paul McCartney, Tauron Arena Kraków[34]

Festiwale
- Metalmania, Katowice, Spodek, 7–8 kwietnia[35][36]
- 54. Jazz nad Odrą, Wrocław, 26–30 kwietnia[37][38]
- 57. Festiwal Muzyczny w Łańcucie, 19–27 maja[39][40]
- 11. Orange Warsaw Festival, Tor wyścigów konnych Służewiec, 1–2 czerwca[41]
- LV Krajowy Festiwal Piosenki Polskiej w Opolu, 8–11 czerwca[42][43]
- 7. Impact Festival, Tauron Arena Kraków, 26 czerwca[44]
- 24. Jazz na Starówce, Rynek Starego Miasta w Warszawie, 30 czerwca – 25 sierpnia[45][46]
- Open’er Festival, Port lotniczy Gdynia-Kosakowo, 4–7 lipca[47][48]
- 11. Suwałki Blues Festival, 5–8 lipca[49][50]
- Festiwal w Jarocinie, 13–15 lipca[51][52]
- 37. Piknik Country & Folk, Mrągowo, 27–29 lipca[53]
- Pol’and’Rock Festival, Kostrzyn nad Odrą, 2–4 sierpnia[54][55]
- 73. Międzynarodowy Festiwal Chopinowski w Dusznikach-Zdroju, 3–11 sierpnia[56]
- 48. Złota Tarka, Iława, 10–12 sierpnia[57]
- 52. Festiwal im. Jana Kiepury, Krynica-Zdrój, 11–18 sierpnia[58][59]
- Cieszanów Rock Festiwal, 16–19 sierpnia[60]
- Kraków Live Festival, 17–18 sierpnia[61][62]
- Festiwal Muzyki Tanecznej w Kielcach, 7–8 września[63][64]
- 38. Rawa Blues Festival, Katowice, Narodowa Orkiestra Symfoniczna Polskiego Radia, Spodek, 27–29 września[65][66]
- 60. Jazz Jamboree, Warszawa, Plac Trzech Krzyży, Klub „Stodoła”, 29 września – 28 października[67]

### Włochy
- 8 grudnia – w klubie „Lanterna azzurra” w Corinaldo, przed występem rapera Sfera Ebbasta wybuchła panika, w następstwie rozpylenia substancji drażniącej drogi oddechowe. Sześć osób zginęło, ponad 120 osób zostało rannych, w tym 10 ciężko[68][69].

## Zmarli
- 1 stycznia
  - Robert Mann – amerykański skrzypek, kompozytor i dyrygent (ur. 1920)[70]
- 2 stycznia
  - Rick Hall – amerykański producent nagrań (ur. 1932)[71]
- 3 stycznia
  - Colin Brumby – australijski kompozytor i dyrygent (ur. 1933)[72]
- 4 stycznia
  - Ray Thomas – angielski flecista, kompozytor i wokalista zespołu The Moody Blues (ur. 1941)[73]
- 7 stycznia
  - France Gall – francuska piosenkarka (ur. 1947)[74]
  - Buster Stiggs – nowozelandzki perkusista rockowy (ur. 1954)[75]
  - Chris Tsangarides – brytyjski producent nagrań (ur. 1956)[76]
- 8 stycznia
  - Denise LaSalle – amerykańska wokalistka bluesowa (ur. 1939)[77]
- 9 stycznia
  - Aleksandr Wiediernikow – radziecki i rosyjski śpiewak operowy (ur. 1927)[78]
- 10 stycznia
  - Eddie Clarke – brytyjski gitarzysta i wokalista rockowy, członek grupy Motörhead (ur. 1950)[79]
- 11 stycznia
  - Ruy Faria – brazylijski wokalista i producent muzyczny (ur. 1937)[80]
- 12 stycznia
  - Pierre Pincemaille – francuski organista i kompozytor (ur. 1956)[81]
- 13 stycznia
  - Tzimis Panousis – grecki muzyk-kontestator, wokalista i artysta kabaretowy stand-up (ur. 1954)[82]
- 14 stycznia
  - François Morel – kanadyjski kompozytor, pianista i dyrygent (ur. 1926)[83]
  - Marlene VerPlanck – amerykańska wokalistka jazz i pop (ur. 1933)[84]
- 15 stycznia
  - Edwin Hawkins – amerykański muzyk gospel; pianista, kompozytor i aranżer (ur. 1943)[85]
  - MBrother – polski producent muzyki klubowej (ur. 1981)[86]
  - Dolores O’Riordan – irlandzka wokalistka zespołu The Cranberries (ur. 1971)[87]
- 16 stycznia
  - Dave Holland – brytyjski perkusista rockowy, członek zespołów Judas Priest i Trapeze, przestępca (ur. 1948)[88][89]
  - Madalena Iglésias – portugalska piosenkarka (ur. 1939)[90]
- 17 stycznia
  - Augusto Polo Campos – peruwiański kompozytor (ur. 1932)[91]
- 19 stycznia
  - Fredo Santana – amerykański raper (ur. 1990)[92]
- 20 stycznia
  - Mario Guccio – belgijski wokalista rockowy (ur. 1954)[93]
  - Jim Rodford – angielski basista rockowy (ur. 1941)[94]
  - Leszek Żuchowski – polski kompozytor muzyki teatralnej i filmowej (ur. 1934)[95][96]
- 22 stycznia
  - Billy Hancock – amerykański muzyk rockabilly (ur. 1946)[97]
- 23 stycznia
  - Hugh Masekela – południowoafrykański trębacz, kompozytor i wokalista jazzowy (ur. 1939)[98]
  - Lari White – amerykańska piosenkarka country (ur. 1965)[99]
- 24 stycznia
  - Renaud Gagneux – francuski kompozytor (ur. 1947)[100]
  - Mark E. Smith – brytyjski wokalista, członek i lider grupy The Fall (ur. 1957)[101][102]
- 25 stycznia
  - Tommy Banks – kanadyjski pianista, dyrygent i polityk (ur. 1936)[103][104]
  - John Morris – amerykański kompozytor filmowy i telewizyjny (ur. 1926)[105]
  - Ludmiła Sienczyna – rosyjska piosenkarka (ur. 1948 lub 1950)[106]
- 26 stycznia
  - Buzz Clifford – amerykański piosenkarz (ur. 1942)[107]
  - Igor Żukow – rosyjski pianista i dyrygent (ur. 1936)[108]
- 28 stycznia
  - Coco Schumann – niemiecki gitarzysta jazzowy, więzień obozu Auschwitz (ur. 1924)[109][110]
- 30 stycznia
  - Andrzej Malinowski – polski śpiewak operowy (bas) (ur. 1949)[111]
  - Eddie Shaw – amerykański saksofonista bluesowy (ur. 1937)[112][113]
- 1 lutego
  - Dennis Edwards – amerykański wokalista soulowy, muzyk zespołu The Temptations (ur. 1943)[114]
  - Mowzey Radio – ugandyjski piosenkarz (ur. 1983)[115][116]
  - Marcin Walenczykowski – polski muzyk, kompozytor i multiinstrumentalista (ur. 1980)[117]
- 3 lutego
  - Leon Chancler – amerykański perkusista jazzowy (ur. 1952)[118]
- 5 lutego
  - Zeno Roth – niemiecki gitarzysta rockowy (ur. 1956)[119]
  - Yockie Suryoprayogo – indonezyjski muzyk, aranżer, kompozytor i klawiszowiec (ur. 1954)[120]
- 6 lutego
  - Fedora Alemán – wenezuelska śpiewaczka operowa (ur. 1912)[121]
- 7 lutego
  - Mickey Jones – amerykański aktor, muzyk i perkusista (ur. 1941)[122]
  - Mieczysław Święcicki – polski piosenkarz i aktor, artysta Piwnicy pod Baranami (ur. 1936)[123]
  - Pat Torpey – amerykański perkusista, członek grupy Mr. Big (ur. 1953)[124][125]
  - Stanisław Wawrykiewicz – polski muzyk i pieśniarz (ur. 1953)[126]
- 8 lutego
  - Algia Mae Hinton – amerykańska wokalistka bluesowa (ur. 1929)[127]
  - Ebony Reigns – ghańska piosenkarka (ur. 1997)[128]
  - Lovebug Starski – amerykański raper (ur. 1960)[129]
- 9 lutego
  - Jóhann Jóhannsson – islandzki kompozytor filmowy (ur. 1969)[130]
  - Wesla Whitfield – amerykańska wokalistka jazzowa (ur. 1947)[131]
- 10 lutego
  - Raimund Herincx – brytyjski śpiewak operowy (ur. 1927)[132][133][134]
- 11 lutego
  - Vic Damone – amerykański balladzista (ur. 1928)[135]
  - Tom Rapp – amerykański wokalista i gitarzysta folkowy, autor tekstów i kompozytor (ur. 1947)[136]
- 13 lutego
  - Scott Boyer – amerykański muzyk country (ur. 1947)[137]
  - Nini Theilade – duńska tancerka, choreograf i pedagog (ur. 1915)[138][139]
- 16 lutego
  - Barbara Alston – amerykańska piosenkarka R&B (ur. 1943)[140]
  - Little Sammy Davis – amerykański muzyk i wokalista bluesowy (ur. 1928)[141]
  - Heli Lääts – estońska piosenkarka (ur. 1932)[142]
- 17 lutego
  - Boyd Jarvis – amerykański producent muzyczny (ur. 1958)[143]
- 18 lutego
  - Didier Lockwood – francuski skrzypek jazzowy (ur. 1956)[144]
  - Lech Olejnik – polski artysta muzyk, fagocista, pedagog muzyczny (ur. 1952)[145][146]
- 19 lutego
  - Paul Urmuzescu – rumuński kompozytor (ur. 1928)[147]
- 23 lutego
  - Eddy Amoo – brytyjski wokalista soulowy (ur. 1944)[148]
- 25 lutego
  - Joseph Vella – maltański dyrygent i kompozytor (ur. 1942)[149]
- 26 lutego
  - Juan Hidalgo Codorniu – hiszpański kompozytor (ur. 1927)[150]
  - Richard Hundley – amerykański pianista i kompozytor (ur. 1930)[151]
- 28 lutego
  - Harvey Schmidt – amerykański kompozytor (ur. 1929)[152]
- 1 marca
  - Arabinda Muduli – indyjski muzyk i piosenkarz (ur. 1961)[153]
- 2 marca
  - Jesús López Cobos – hiszpański dyrygent (ur. 1940)[154]
- 3 marca
  - Virgilijus Noreika – litewski śpiewak operowy (tenor) (ur. 1935)[155]
- 4 marca
  - Russell Solomon – amerykański przedsiębiorca i kolekcjoner sztuki, założyciel światowego imperium sklepów muzycznych Tower Records (ur. 1925)[156]
- 5 marca
  - Kjerstin Dellert – szwedzka śpiewaczka operowa, kierownik teatralna (ur. 1925)[157]
  - Abdulla Grimci – albański kompozytor (ur. 1919)[158]
- 6 marca
  - Piotr Janczerski – polski wokalista i autor tekstów piosenek, także aktor, scenarzysta i reżyser (ur. 1938)[159]
  - Jeff St John – australijski muzyk (ur. 1946)[160]
- 7 marca
  - Gary Burden – amerykański piosenkarz, laureat nagrody Grammy (ur. 1933)[161]
  - Yaşar Gaga – turecki piosenkarz i muzyk (ur. 1974)[162]
  - Jerzy Milian – polski wibrafonista, kompozytor, aranżer (ur. 1935)[163]
- 8 marca
  - Milko Kelemen – chorwacki kompozytor (ur. 1924)[164]
  - Tadeusz Kubiak – polski skrzypek, muzyk ludowy (ur. 1923)[165]
- 10 marca
  - María Orán – hiszpańska śpiewaczka operowa (sopran) (ur. 1943)[166]
- 12 marca
  - Nokie Edwards – amerykański gitarzysta rockowy (ur. 1935)[167]
  - Craig Mack – amerykański raper (ur. 1970)[168]
  - Charlie Quintana – amerykański perkusista rockowy (ur. 1962)[169]
  - Olly Wilson – amerykański kompozytor współczesnej muzyki klasycznej, pianista, kontrabasista i muzykolog (ur. 1937)[170]
- 13 marca
  - Walter Eichenberg – niemiecki muzyk jazzowy; kompozytor, trębacz, dyrygent i aranżer (ur. 1922)[171]
  - Danuta Szlagowska – polska muzykolog, prof. dr hab. (ur. 1946)[172]
- 14 marca
  - Liam O’Flynn – irlandzki muzyk folkowy, dudziarz (ur. 1945)[173][174]
- 16 marca
  - Otomar Kvěch – czeski kompozytor i pedagog (ur. 1950)[175]
  - Buell Neidlinger – amerykański wiolonczelista i kontrabasista (ur. 1936)[176][177]
- 17 marca
  - Zdeněk Mahler – czeski pedagog, pisarz, scenarzysta, publicysta i muzykolog (ur. 1928)[178]
- 18 marca
  - Chada – polski raper (ur. 1978)[179]
  - Killjoy – amerykański wokalista rockowy, muzyk zespołu Necrophagia (ur. 1969)[180]
- 19 marca – Irwin Hoffman, amerykański dyrygent (ur. 1924)[181]
- 20 marca
  - Dilbar Abdurahmonova – uzbecka dyrygent (ur. 1936)[182]
  - Dejan Bravničar – słoweński skrzypek (ur. 1937)[183]
  - Paul Cram – kanadyjski saksofonista, klarnecista, aranżer i kompozytor jazzowy (ur. 1952)[184]
- 21 marca
  - Piotr Niewiarowski – polski inżynier, promotor i animator kultury, w latach 1981–1991 manager zespołu Lombard, następnie Małgorzaty Ostrowskiej (ur. 1951)[185]
- 22 marca
  - Morgana King – amerykańska piosenkarka jazzowa i aktorka (ur. 1930)[186]
- 24 marca
  - José Antonio Abreu – wenezuelski ekonomista, dyrygent, pianista, aktywista, polityk (ur. 1939)[187]
  - Lys Assia – szwajcarska piosenkarka, zwyciężczyni 1. Konkursu Piosenki Eurowizji w 1956 (ur. 1924)[188][189]
- 25 marca
  - Seo Min-woo – południowokoreański piosenkarz, aktor (ur. 1985)[190]
- 26 marca
  - Nikolai Kaufman – bułgarski etnomuzykolog, folklorysta i kompozytor (ur. 1925)[191]
- 28 marca
  - Lívia Rév – węgierska pianistka (ur. 1916)[192]
  - Caleb Scofield – amerykański muzyk rockowy (ur. 1978)[193]
- 30 marca
  - Sabahudin Kurt – bośniacki piosenkarz (ur. 1935)[194]
  - Michael Tree – amerykański altowiolista (ur. 1934)[195]
- 1 kwietnia
  - Kazimierz Gierżod – polski pianista, pedagog muzyczny (ur. 1936)[196]
  - Audrey Morris – amerykańska piosenkarka i pianistka jazzowa (ur. 1928)[197]
  - Michel Sénéchal – francuski śpiewak (tenor) (ur. 1927)[198]
- 2 kwietnia
  - Zbigniew Łapiński – polski muzyk pianista, kompozytor, akompaniator (ur. 1947)[199]
  - Ahmed Janka Nabay – sierraleoński muzyk i kompozytor (ur. 1964)[200]
- 3 kwietnia
  - Ron Dunbar – amerykański autor piosenek, producent muzyczny (ur. 1939)[201]
  - Lill-Babs – szwedzka piosenkarka (ur. 1938)[202][203]
  - Andrzej Rakowski – polski muzykolog, członek rzeczywisty PAN (ur. 1931)[204]
- 4 kwietnia
  - Barbara Bittnerówna – polska tancerka baletowa (ur. 1924)[205]
  - Don Cherry – amerykański piosenkarz pop, golfista (ur. 1924)[206]
- 5 kwietnia
  - Cecil Taylor – amerykański pianista i poeta, jeden z twórców free jazzu (ur. 1929)[207]
- 6 kwietnia
  - Jacques Higelin – francuski piosenkarz (ur. 1940)[208]
  - Donald McKayle – amerykański tancerz i choreograf (ur. 1930)[209]
- 8 kwietnia
  - Nathan Davis – amerykański saksofonista, klarnecista i flecista jazzowy (ur. 1937)[210]
- 10 kwietnia
  - Yvonne Staples – amerykańska piosenkarka rytm and blues, członkini zespołu The Staple Singers (ur. 1937)[211]
- 12 kwietnia
  - Gyula Babos – węgierski gitarzysta jazzowy (ur. 1949)[212]
  - Ronald Chesney – brytyjski harmonijkarz i scenarzysta komediowy (ur. 1920)[213]
  - Deborah Coleman – amerykańska piosenkarka bluesowa (ur. 1956)[214]
  - Irwin Gage – amerykański pianista i akompaniator (ur. 1939)[215]
  - Tomasz Wojnar – polski wokalista, gitarzysta punkrockowy, autor tekstów piosenek; lider zespołu Defekt Muzgó (ur. 1965)[216]
- 13 kwietnia
  - Zbigniew Bujarski – polski kompozytor i malarz (ur. 1933)[217][218]
- 14 kwietnia
  - Pavlina Apostolova – macedońska śpiewaczka operowa (ur. 1927)[219]
  - Jean-Claude Malgoire – francuski muzyk oboista, dyrygent (ur. 1940)[220]
  - Milan Škampa – czeski skrzypek i pedagog (ur. 1928)[221]
- 15 kwietnia
  - Peter Lloyd – brytyjski flecista i pedagog (ur. 1931)[222]
  - Boki Milošević – serbski klarnecista (ur. 1931)[223]
- 16 kwietnia
  - Günter Högner – austriacki waltornista (ur. 1943)[224]
  - Dona Ivone Lara – brazylijska piosenkarka (ur. 1921)[225]
- 17 kwietnia
  - Peter Guidi – szkocki saksofonista i flecista jazzowy (ur. 1949)[226]
- 19 kwietnia
  - Stuart Colman – angielski muzyk, producent nagrań (ur. 1944)[227]
- 20 kwietnia
  - Avicii – szwedzki DJ i producent muzyczny (ur. 1989)[228]
- 21 kwietnia
  - Guggi Löwinger – austriacka piosenkarka, aktorka i tancerka (ur. 1939)[229]
  - Huguette Tourangeau – francusko-kanadyjska śpiewaczka operowa (mezzosopran) (ur. 1938)[230]
- 23 kwietnia
  - Arthur B. Rubinstein – amerykański kompozytor (ur. 1938)[231]
  - Bob Dorough – amerykański pianista jazzowy, wokalista, kompozytor, autor tekstów, aranżer i producent (ur. 1923)[232]
- 25 kwietnia
  - Holger Biege – niemiecki kompozytor, piosenkarz, pianista, aranżer i autor tekstów (ur. 1952)[233]
- 26 kwietnia
  - Charles Neville – amerykański saksofonista R&B, muzyk zespołu The Neville Brothers (ur. 1939)[234][235]
- 27 kwietnia
  - Maýa Kulyýewa – turkmeńska śpiewaczka operowa (ur. 1920)[236]
  - Roy Young – brytyjski piosenkarz i klawiszowiec gatunku rock and roll (ur. 1934)[237]
- 28 kwietnia
  - Brooks Kerr – amerykański pianista jazzowy (ur. 1951)[238]
- 29 kwietnia
  - Rose Laurens – francuska piosenkarka (ur. 1953)[239][240]
- 30 kwietnia
  - Naresh Sohal – indyjski kompozytor (ur. 1939)[241]
- 1 maja
  - Max Berrú – ekwadorski i chilijski piosenkarz (ur. 1942)[242]
  - Harald Renner – austriacki muzyk (ur. 1966)[243]
  - Jabo Starks – amerykański perkusista stylu funk i blues (ur. 1938)[244]
  - Wanda Wiłkomirska – polska skrzypaczka i pedagog (ur. 1929)[245]
- 2 maja
  - Tony Cucchiara – włoski piosenkarz, dramaturg, kompozytor (ur. 1937)[246][247]
  - Herman Krebbers – holenderski skrzypek (ur. 1923)[248]
- 4 maja
  - Gérard Hourbette – francuski kompozytor (ur. 1953)[249]
  - Patricia Lascelles – brytyjska skrzypaczka i modelka, arystokratka, hrabina wdowa Harewood (ur. 1926)[250]
  - Edmund Lewańczyk – polski kompozytor, gawędziarz i artysta ludowy (ur. 1943)[251]
  - Abi Ofarim – izraelski piosenkarz, gitarzysta, producent muzyczny, tancerz i choreograf (ur. 1937)[252]
- 5 maja
  - Eugeniusz Głowski – polski kompozytor i teoretyk muzyki (ur. 1938)[253]
  - Aleksander Michalski – polski saksofonista, klarnecista, flecista, kompozytor i aranżer (ur. 1946)[254]
- 7 maja
  - Søren Hyldgaard – duński kompozytor (ur. 1962)[255]
  - Maurane – belgijska wokalistka (ur. 1960)[256][257]
  - Gayle Shepherd – amerykańska wokalista zespołu Shepherd Sisters (ur. 1936)[258]
  - Roman Toi – estoński kompozytor, dyrygent chóru, organista (ur. 1916)[259]
- 8 maja
  - Lara Saint Paul – włoska piosenkarka (ur. 1945)[260][261]
  - Jonathan Sternberg – amerykański dyrygent (ur. 1919)[262]
- 10 maja
  - Scott Hutchison – szkocki piosenkarz, tekściarz, gitarzysta gatunku indie rock (ur. 1981)[263]
- 11 maja
  - Michail Alperin – radziecki, mołdawski, ukraiński, norweski pianista i kompozytor jazzowy (ur. 1956)[264][265]
  - Matt Marks – amerykański muzyk i kompozytor (ur. 1980)[266]
- 13 maja
  - Glenn Branca – amerykański muzyk awangardowy, gitarzysta, kompozytor (ur. 1948)[267]
- 16 maja
  - Gérard Jouannest – francuski kompozytor (ur. 1933)[268]
- 18 maja
  - Jerzy Horwath – polski pianista, kompozytor, producent muzyczny, członek zespołu Dżamble (ur. 1949)[269]
- 19 maja
  - Reggie Lucas – amerykański muzyk, autor piosenek i producent muzyczny (ur. 1953)[270]
- 20 maja
  - Dieter Schnebel – niemiecki kompozytor muzyki klasycznej (ur. 1930)[271]
  - Andrzej Wojciechowski – polski trębacz jazzowy, członek zespołu Melomani (ur. 1930)[272][273]
- 24 maja
  - Phil Emmanuel – australijski gitarzysta (ur. 1952)[274][275]
- 25 maja
  - Piet Kee – holenderski organista i kompozytor (ur. 1927)[276][277]
- 27 maja
  - Stewart Lupton – amerykański muzyk rockowy (ur. 1975)[278]
  - Artur Szuba – polski dziennikarz, poeta, publicysta i muzyk (ur. 1967)[279][280]
- 28 maja
  - María Dolores Pradera – hiszpańska piosenkarka i aktorka (ur. 1924 lub 1926)[281]
- 1 czerwca
  - Eddy Clearwater – amerykański gitarzysta i wokalista bluesowy (ur. 1935)[282]
  - Andrew Massey – amerykański dyrygent i kompozytor (ur. 1946)[283]
  - Joseíto Mateo – dominikański piosenkarz (ur. 1920)[284]
  - Sinan Sakić – serbski piosenkarz turbofolkowy narodowości romskiej (ur. 1956)[285]
- 3 czerwca
  - Robert Brylewski – polski muzyk rockowy; wokalista, gitarzysta, kompozytor i autor tekstów (ur. 1961)[286]
  - Clarence Fountain – amerykański wokalista gospel, znany z zespołu The Blind Boys of Alabama (ur. 1929)[287]
  - Jerry Hopkins – amerykański dziennikarz, autor biografii m.in. Elvisa Presleya, Jima Morrisona i The Doors (ur. 1935)[288]
- 4 czerwca
  - Norman Edge – amerykański kontrabasista jazzowy (ur. 1934)[289]
  - Jalal Mansur Nuriddin – amerykański poeta i muzyk (ur. 1944)[290]
  - Bohdan Pilarski – polski polityk, muzykolog, rolnik, poseł na Sejm X i I kadencji (ur. 1931)[291]
- 5 czerwca
  - Peter Becker – niemiecki muzyk i pedagog (ur. 1934)[292]
  - Stanisław Moryto – polski kompozytor, organista, pedagog muzyczny (ur. 1947)[293]
- 6 czerwca
  - Teddy Johnson – brytyjski piosenkarz, uczestnik 4. Konkursu Piosenki Eurowizji (1959) (ur. 1919)[294]
  - Ralph Santolla – amerykański gitarzysta metalowy, członek Deicide i Obituary (ur. 1969)[295]
- 7 czerwca
  - Stefan Weber – austriacki muzyk alternatywny (ur. 1946)[296]
- 8 czerwca
  - Danny Kirwan – brytyjski muzyk blues rockowy, gitarzysta, piosenkarz i autor piosenek; członek zespołu Fleetwood Mac w latach 1968–1972 (ur. 1950)[297]
- 9 czerwca
  - Kristine Ciesinski – amerykańska śpiewaczka operowa (sopran) (ur. 1952)[298]
  - Frances Walker-Slocum – amerykańska pianistka i pedagog (ur. 1924)[299]
- 10 czerwca
  - Neal E. Boyd – amerykański piosenkarz (ur. 1975)[300]
- 11 czerwca
  - Wayne Dockery – amerykański kontrabasista jazzowy (ur. 1941)[301]
  - Yvette Horner – francuska akordeonistka (ur. 1922)[302][303]
- 12 czerwca
  - Helena Dunicz-Niwińska – polska skrzypaczka, tłumaczka literatury z zakresu historii muzyki poważnej oraz autorka wspomnień wojennych (ur. 1915)[304][305]
  - Bonaldo Giaiotti – włoski śpiewak operowy (ur. 1932)[306]
  - Jon Hiseman – angielski perkusista rockowy, producent muzyczny i inżynier dźwięku; współzałożyciel grupy muzycznej Colosseum (ur. 1944)[307]
  - Jarosław Kozidrak – polski gitarzysta rockowy, klawiszowiec i kompozytor; współzałożyciel zespołu Bajm (ur. 1955)[308]
  - Nikolaus Wiplinger – austriacki pianista i pedagog (ur. 1937)[309]
- 13 czerwca
  - D.J. Fontana – amerykański perkusista rock’n’rollowy (ur. 1931)[310]
- 15 czerwca
  - Enoch zu Guttenberg – niemiecki dyrygent (ur. 1946)[311]
  - Nick Knox – amerykański perkusista rockowy, muzyk zespołu The Cramps (ur. 1958)[312]
  - Matt Murphy – amerykański gitarzysta bluesowy, muzyk zespołu The Blues Brothers (ur. 1929)[313]
- 16 czerwca
  - Giennadij Rożdiestwienski – rosyjski dyrygent (ur. 1931)[314]
  - Ryszard Wrzaskała – polski kompozytor, aranżer, dyrygent, pianista, autor tekstów piosenek, pedagog (ur. 1932)[315]
- 17 czerwca
  - Rebecca Parris – amerykańska piosenkarka jazzowa (ur. 1951)[316][317]
- 18 czerwca
  - Barry McDaniel – amerykański śpiewak operowy (baryton) (ur. 1930)[318]
  - Jahseh Dwayne Onfroy, ps. XXXTentacion – amerykański raper (ur. 1998)[319]
- 19 czerwca
  - Wanda Malko – polska historyk muzyki (ur. 1946)[320][321]
- 20 czerwca
  - Władysław Pogoda – polski skrzypek i śpiewak ludowy (ur. 1920)[322]
  - Dominik Połoński – polski wiolonczelista i pedagog (ur. 1977)[323]
- 22 czerwca
  - Vincent Paul Abbott – amerykański muzyk, perkusista, członek zespołu Pantera (ur. 1964)[324]
  - Marek Karewicz – polski fotograf, dziennikarz muzyczny (ur. 1938)[325]
  - Geoffrey Oryema – ugandyjski muzyk (ur. 1953)[326][327]
- 24 czerwca
  - Xiomara Alfaro – kubańska piosenkarka (ur. 1930)[328]
- 25 czerwca
  - Bo Nilsson – szwedzki kompozytor (ur. 1937)[329]
- 27 czerwca
  - Joe Jackson – amerykański menadżer talentów, ojciec Michaela (ur. 1928)[330]
  - Steve Soto – amerykański gitarzysta i wokalista punkowy (ur. 1963)[331]
- 28 czerwca
  - Zdzisław Tanewski – polski pianista, pedagog muzyczny, kawaler orderów (ur. 1919)[332][333][334]
- 29 czerwca
  - Franz Beyer – niemiecki skrzypek i muzykolog (ur. 1922)[335]
  - Andrzej Brzeski – polski aktor teatralny i filmowy, autor, kompozytor i wykonawca poezji śpiewanej (ur. 1949)[336]
  - Eugene Pitt – amerykański piosenkarz (ur. 1937)[337]
- 30 czerwca
  - Smoke Dawg – kanadyjski raper (ur. 1996)[338]
  - Claudio Desderi – włoski śpiewak (baryton), dyrygent, profesor śpiewu (ur. 1943)[339]
- 2 lipca
  - Henry Butler – amerykański pianista jazzowy (ur. 1948)[340]
  - Alan Longmuir – szkocki gitarzysta basowy, współzałożyciel zespołu pop-rockowego Bay City Rollers (ur. 1948)[341]
  - Kazimierz Rozbicki – polski kompozytor, dyrygent, pedagog i publicysta (ur. 1932)[342][343][344]
- 3 lipca
  - Richard Swift – amerykański basista i producent muzyczny, członek zespołu The Black Keys (ur. 1977)[345]
  - Bill Watrous – amerykański puzonista jazzowy (ur. 1939)[346]
- 6 lipca
  - Włatko Iliewski – macedoński piosenkarz, aktor (ur. 1985)[347]
- 7 lipca
  - Brett Hoffmann – amerykański wokalista i autor tekstów, członek zespołu Malevolent Creation (ur. 1967)[348]
- 8 lipca
  - Tab Hunter – amerykański aktor, piosenkarz (ur. 1931)[349]
  - Oliver Knussen – brytyjski dyrygent i kompozytor muzyki klasycznej (ur. 1952)[350][351]
- 10 lipca
  - Les Lieber – amerykański saksofonista jazzowy (ur. 1912)[352]
- 11 lipca
  - Jacek Mazur – polski klarnecista, saksofonista i wokalista jazzowy, członek Jazz Band Ball Orchestra (ur. 1958)[353]
- 16 lipca
  - Jaime Guardia – peruwiański muzyk grający na charango, wokalista, kompozytor, folklorysta (ur. 1933)[354]
- 17 lipca
  - Bullumba Landestoy – dominikański pianista i kompozytor (ur. 1925)[355]
- 18 lipca
  - Izabella Nawe-Spychalska – polska śpiewaczka operowa (sopran koloraturowy) (ur. 1943)[356]
- 23 lipca
  - Grzegorz Grzyb – polski perkusista jazzowy i rockowy, muzyk sesyjny (ur. 1971)[357]
- 25 lipca
  - Glen Roven – amerykański kompozytor, autor tekstów, dyrygent i producent (ur. 1958)[358]
  - Patrick Williams – amerykański kompozytor, aranżer, dyrygent (ur. 1939)[359]
- 27 lipca
  - Mark Shelton – amerykański wokalista i gitarzysta heavymetalowy, członek zespołu Manilla Road (ur. 1957)[360]
- 28 lipca
  - Kora – polska wokalistka rockowa i autorka tekstów, w latach 1976–2008 solistka zespołu Maanam (ur. 1951)[361]
- 29 lipca
  - Gustaw Budzyński – polski akustyk, uczestnik powstania warszawskiego, kawaler Orderu Virtuti Militari (ur. 1921)[362]
  - Oliver Dragojević – chorwacki piosenkarz (ur. 1947)[363]
  - Tomasz Stańko – polski trębacz jazzowy, kompozytor (ur. 1942)[364]
- 1 sierpnia
  - Gaqo Çako – albański śpiewak operowy (tenor) (ur. 1935)[365]
  - Jan Kirsznik – polski saksofonista rock and rollowy, członek zespołu Rhythm and Blues (ur. 1934)[366][367]
  - Celeste Rodrigues – portugalska piosenkarka fado (ur. 1923)[368]
- 4 sierpnia
  - Lorrie Collins – amerykańska piosenkarka gatunku country, rockabilly, rock and roll (ur. 1942)[369]
  - Alaksandr Kulinkowicz – białoruski muzyk punk rockowy, wokalista, autor muzyki i tekstów, członek zespołu Neuro Dubel (ur. 1972)[370]
  - Tommy Peoples – irlandzki skrzypek folkowy (ur. 1948)[371]
  - Romuald Spychalski – polski śpiewak operowy (tenor) (ur. 1928)[372][373]
- 5 sierpnia
  - Stanley Glasser – brytyjska kompozytorka pochodzenia południowoafrykańskiego (ur. 1926)[374]
  - Sandra Pasternak – polska artystka estradowa, piosenkarka zespołu Czerwono-Czarni (ur. 1946)[375]
- 6 sierpnia
  - Zygmunt Apostoł – polski aktor, śpiewak, kompozytor i pianista, artysta estradowy (ur. 1931)[376]
- 7 sierpnia
  - Étienne Chicot – francuski aktor, scenarzysta, piosenkarz i kompozytor (ur. 1949)[377][378]
  - Carlos Almenar Otero – wenezuelski piosenkarz (ur. 1926)[379]
- 14 sierpnia
  - Jill Janus – amerykańska wokalistka heavymetalowa, członkini zespołu Huntress (ur. 1975)[380]
- 15 sierpnia
  - Queeneth Ndaba – południowoafrykański piosenkarz jazzowy (ur. 1936)[381]
- 16 sierpnia
  - Aretha Franklin – amerykańska wokalistka nazywana „Królową Soulu”, laureatka Nagród Grammy (ur. 1942)[382]
  - Count Prince Miller – brytyjski piosenkarz reggae i aktor pochodzący z Jamajki (ur. 1934)[383]
- 17 sierpnia
  - Elżbieta Kuczyńska – polska piosenkarka i gitarzystka z nurtu piosenki studenckiej, turystycznej i poezji śpiewanej (ur. 1949)[384]
- 18 sierpnia
  - Jack Costanzo – amerykański perkusjonista jazzowy (ur. 1919)[385]
  - Bronisław Opałko – polski artysta kabaretowy, aktor, kompozytor i autor tekstów (ur. 1952)[386]
- 19 sierpnia
  - Khaira Arby – malijska piosenkarka (ur. 1959)[387]
- 20 sierpnia
  - Eddie Willis – amerykański gitarzysta soulowy (ur. 1936)[388]
- 22 sierpnia
  - Ed King – amerykański muzyk rockowy, gitarzysta; członek psychodelicznego zespołu Strawberry Alarm Clock i southern-rockowego Lynyrd Skynyrd (ur. 1949)[389]
  - Lazy Lester – amerykański muzyk bluesowy (ur. 1933)[390]
- 23 sierpnia
  - George Walker – amerykański kompozytor (ur. 1922)[391]
- 25 sierpnia
  - Noam Sheriff – izraelski kompozytor, dyrygent i pedagog muzyczny (ur. 1935)[392]
- 26 sierpnia
  - Inge Borkh – niemiecka śpiewaczka operowa (sopran) (ur. 1921)[393]
  - Tony Hiller – angielski autor piosenek, producent nagrań (ur. 1927)[394]
- 27 sierpnia
  - Józef Kossowski – polski skrzypek, artysta ludowy (ur. 1934)[395]
- 29 sierpnia
  - Sylwester Kozera – polski muzyk, współzałożyciel i członek Kapeli Czerniakowskiej (ur. 1946)[396]
  - Ellie Mannette – trynidadzki muzyk, producent instrumentu steel pan (ur. 1927)[397]
  - Paul Taylor – amerykański choreograf[398]
- 30 sierpnia
  - Iosif Kobzon – rosyjski piosenkarz (ur. 1937)[399]
  - Feliks Malinowski – polski tancerz (ur. 1936)[400]
- 31 sierpnia
  - Tadeusz Federowski – polski perkusista jazzowy, członek zespołu Old Timers (ur. 1931)[401]
- 1 września
  - Kenneth Bowen – walijski śpiewak operowy (tenor) (ur. 1932)[402]
  - Randy Weston – amerykański pianista i kompozytor jazzowy (ur. 1926)[403]
- 2 września
  - Conway Savage – australijski pianista jazzowy, członek zespołu Nick Cave and the Bad Seeds (ur. 1960)[404]
- 3 września
  - Katyna Ranieri – włoska piosenkarka (ur. 1925)[405][406]
- 6 września
  - Madeleine Yayodele Nelson – amerykańska perkusjonistka (ur. 1948)[407]
  - Claudio Scimone – włoski dyrygent (ur. 1934)[408]
- 7 września
  - Mac Miller – amerykański raper, autor tekstów i producent muzyczny (ur. 1992)[409][410]
- 9 września
  - Daniel Küblböck – niemiecki piosenkarz i aktor (ur. 1985)[411][412]
  - Robert Opratko – austriacki muzyk, kompozytor, dyrygent, aranżer i producent (ur. 1931)[413]
  - Paweł Puczek – polski skrzypek, profesor sztuk muzycznych (ur. 1936)[414]
- 12 września
  - Rachid Taha – francusko-algierski piosenkarz (ur. 1958)[415][416]
- 13 września
  - Marin Mazzie – amerykańska aktorka i piosenkarka (ur. 1960)[417][418]
  - Ivo Petrić – słoweński kompozytor (ur. 1931)[419]
- 14 września
  - Anneke Grönloh – holenderska piosenkarka (ur. 1942)[420][421]
  - Maciej Kaziński – polski muzyk, muzykolog, badacz kultur muzycznych, działacz kulturalny (ur. 1967)[422][423][424][425]
- 16 września
  - Maartin Allcock – angielski multiinstrumentalista i producent muzyczny, muzyk zespołów Fairport Convention i Jethro Tull (ur. 1957)[426]
  - Big Jay McNeely – amerykański saksofonista rhythm and bluesowy (ur. 1927)[427][428]
- 18 września
  - David DiChiera – amerykański kompozytor muzyki klasycznej (ur. 1935)[429]
  - Leszek Muth – polski muzyk i inżynier dźwięku, członek zespołów Drumlersi i Romuald i Roman (ur. 1943)[430][431]
- 20 września
  - Joseph Hoo Kim – jamajski producent muzyczny, założyciel studia nagraniowego Channel One (ur. 1942)[432]
- 21 września
  - Katherine Hoover – amerykańska kompozytorka i flecistka (ur. 1937)[433]
- 22 września
  - Chas Hodges – angielski muzyk i wokalista, członek duetu Chas & Dave (ur. 1943)[434]
- 24 września
  - Jerzy Ostapiuk – polski śpiewak operowy (ur. 1936)[435][436]
- 27 września
  - Marty Balin – amerykański muzyk rockowy, wokalista, gitarzysta rytmiczny, kompozytor i autor tekstów (ur. 1942)[437]
- 29 września
  - Angela Maria – brazylijska piosenkarka i aktorka (ur. 1929)[438][439]
  - Otis Rush – amerykański muzyk, wokalista i gitarzysta bluesowy (ur. 1935)[440]
- 30 września
  - Kim Larsen – duński muzyk rockowy (ur. 1945)[441]
- 1 października
  - Charles Aznavour – francuski piosenkarz, kompozytor i aktor pochodzenia ormiańskiego (ur. 1924)[442]
  - Stelvio Cipriani – włoski kompozytor muzyki filmowej (ur. 1937)[443]
  - Ben Daglish – angielski kompozytor muzyki do gier komputerowych (ur. 1966)[444]
  - Jerry González – amerykański perkusjonista, trębacz i lider zespołów jazzowych pochodzenia portorykańskiego (ur. 1949)[445]
- 2 października
  - Geoff Emerick – angielski inżynier dźwięku i producent muzyczny, współpracownik zespołu The Beatles (ur. 1945)[446]
- 3 października
  - Bent Lorentzen – duński kompozytor (ur. 1935)[447]
- 4 października
  - Hamiet Bluiett – amerykański saksofonista, klarnecista i kompozytor jazzowy (ur. 1940)[448]
  - John Tyrrell – brytyjski muzykolog, nauczyciel akademicki i autor książek (ur. 1942)[449]
- 6 października
  - Montserrat Caballé – hiszpańska śpiewaczka operowa (sopran spinto) (ur. 1933)[450]
  - Wołodymyr Kuźmenko – ukraiński śpiewak operowy (tenor) (ur. 1956)[451]
- 7 października
  - Hildegard Hillebrecht – niemiecka śpiewaczka operowa (sopran) (ur. 1927 lub 1925)[452]
- 10 października
  - Piotr Soszyński – polski gitarzysta, współzałożyciel i członek zespołu Super Duo (ur. 1959)[453]
- 11 października
  - Carol Hall – amerykańska kompozytorka (ur. 1936)[454]
  - Alina Suzin – polska kompozytorka, pianistka i poetka (ur. 1932)[455][456]
- 12 października
  - Takehisa Kosugi – japoński kompozytor muzyki klasycznej (ur. 1938)[457]
- 13 października
  - Annapurna Devi – hinduska muzyk grająca na surbaharze (ur. 1927)[458]
- 14 października
  - Michał Gawlicz – polski agent koncertowy, producent, popularyzator muzyki reggae, menadżer zespołów Habakuk i Makabunda[459][460][461]
- 15 października
  - Cicely Berry – brytyjska reżyser teatralna i trener wokalny (ur. 1926)[462][463]
- 17 października
  - Valters Frīdenbergs – łotewski piosenkarz (ur. 1987)[464]
  - Oli Herbert – amerykański gitarzysta, członek zespołu All That Remains (ur. 1974)[465]
- 23 października
  - Mighty Shadow – trynidadzki piosenkarz gatunku calypso (ur. 1941)[466]
- 24 października
  - Wah Wah Watson – amerykański muzyk sesyjny, gitarzysta, kompozytor (ur. 1950)[467][468]
  - Tony Joe White – amerykański piosenkarz, gitarzysta i autor piosenek (ur. 1943)[469]
  - Władysław Zakrzewski – polski muzyk, dyrygent, animator życia kulturalnego (ur. 1938)[470]
- 25 października
  - Sonny Fortune – amerykański saksofonista, flecista, klarnecista i kompozytor jazzowy (ur. 1939)[471][472]
- 26 października
  - Franciszek Racis – polski muzykant, skrzypek i śpiewak ludowy (ur. 1922)[473][474]
- 27 października
  - Freddie Hart – amerykański muzyk country (ur. 1926)[475]
- 28 października
  - Joy Beverley – brytyjska piosenkarka znana z trio Beverley Sisters (ur. 1927)[476]
- 30 października
  - Rico J. Puno – filipiński piosenkarz soul, komik, aktor (ur. 1953)[477]
- 2 listopada
  - Roy Hargrove – amerykański trębacz jazzowy, dwukrotny laureat Nagrody Grammy (ur. 1969)[478]
- 3 listopada
  - Maria Guinot – portugalska piosenkarka, uczestniczka Eurowizji (1984) (ur. 1945)[479]
- 4 listopada
  - Andrzej Mitan – polski artysta interdyscyplinarny i konceptualny, wokalista, kompozytor, performer, artysta wizualny, happener, poeta konkretny, poeta dźwięku, wydawca płyt artystycznych (ur. 1950)[480]
- 6 listopada
  - Hugh McDowell – angielski wiolonczelista, muzyk Electric Light Orchestra (ur. 1953)[481]
- 7 listopada
  - Francis Lai – francuski kompozytor, autor muzyki filmowej, laureat Oscara, Złotego Globu i Cezara (ur. 1932)[482][483]
- 12 listopada
  - Blanche Burton-Lyles – amerykańska pianistka klasyczna (ur. 1933)[484]
  - Ihar Łuczanok – białoruski kompozytor, szef Białoruskiej Unii Kompozytorów, Ludowy Artysta ZSRR (ur. 1938)[485]
- 13 listopada
  - Regina Bielska – polska piosenkarka (ur. 1926)[486][487]
  - Lucho Gatica – chilijski piosenkarz, aktor i prezenter filmowy (ur. 1928)[488]
- 15 listopada
  - Roy Clark – amerykański piosenkarz country, aktor i gitarzysta (ur. 1933)[489]
  - Sonny Knowles – irlandzki piosenkarz (ur. 1932)[490]
- 16 listopada
  - Alec Finn – irlandzki muzyk folkowy grający na buzuki (ur. 1944)[491]
- 17 listopada
  - Jewgienij Osin – sowiecki i rosyjski piosenkarz, muzyk i autor tekstów (ur. 1964)[492]
  - Cyril Pahinui – amerykański wokalista i gitarzysta muzyki hawajskiej (ur. 1950)[493][494]
- 18 listopada
  - Maria Zielińska – polska śpiewaczka operowa (sopran), w latach 1950–1976 solistka Opery Bałtyckiej w Gdańsku (ur. 1924)[495]
- 19 listopada
  - Bill Caddick – angielski piosenkarz folkowy, gitarzysta i autor piosenek (ur. 1944)[496]
- 20 listopada
  - Roy Bailey – angielski piosenkarz folkowy (ur. 1935)[497]
- 21 listopada
  - Jan Rybarski – polski dyrygent, chórmistrz, organista i pedagog (ur. 1941)[498]
  - Jan Zagozda – polski dziennikarz radiowy i popularyzator muzyki (ur. 1930)[499]
- 25 listopada
  - Nina Beilina – rosyjska skrzypaczka (ur. 1937)[500]
- 26 listopada
  - Stanislaw Gorkowienko – radziecki dyrygent i kompozytor, Ludowy Artysta RFSRR (ur. 1938)[501]
- 27 listopada
  - Johnny Maddox – amerykański pianista i kompozytor jazzowy (ur. 1927)[502]
- 30 listopada
  - Jan Chwałek – polski duchowny katolicki, muzykolog, organmistrz, doktor habilitowany, profesor nadzwyczajny Katolickiego Uniwersytetu Lubelskiego Jana Pawła II (ur. 1930)[503]
- 1 grudnia
  - Jody Williams – amerykański gitarzysta i piosenkarz bluesowy (ur. 1935)[504]
- 6 grudnia
  - Thomas Baptiste – brytyjski aktor i śpiewak operowy (ur. 1929)[505]
  - Andrew Frierson – amerykański śpiewak operowy i pedagog muzyczny (ur. 1924)[506]
  - Pete Shelley – brytyjski muzyk punk-rockowy, wokalista i gitarzysta zespołu Buzzcocks (ur. 1955)[507][508]
- 10 grudnia
  - Tomasz Iwanow – polski muzyk ludowy (ur. 1978)[509][510][511]
  - Janusz Sent – polski kompozytor, pianista, aranżer (ur. 1936)[512]
- 11 grudnia
  - Angelo Conti – włoski piosenkarz i gitarzysta (ur. 1956)[513]
- 13 grudnia
  - Nancy Wilson – amerykańska piosenkarka jazzowa (ur. 1937)[514]
- 14 grudnia
  - Joe Osborn – amerykański gitarzysta i muzyk sesyjny, związany z gatunkiem country i rockiem (ur. 1937)[515][516]
  - Eythor Thorlaksson – islandzki kompozytor i gitarzysta (ur. 1930)[517]
  - John Williams – amerykański pianista jazzowy (ur. 1929)[518]
- 15 grudnia
  - Jerry Chesnut – amerykański autor piosenek country (ur. 1931)[519]
- 17 grudnia
  - Galt MacDermot – kanadyjski pianista, kompozytor (ur. 1928)[520][521]
  - Anca Pop – rumuńska piosenkarka (ur. 1984)[522][523]
- 19 grudnia
  - Norman Gimbel – amerykański autor tekstów piosenek (ur. 1927)[524]
- 20 grudnia
  - Dennis Johnson – amerykański kompozytor (ur. 1938)[525]
- 23 grudnia
  - Honey Lantree – brytyjska perkusistka i piosenkarka pop, muzyk zespołu The Honeycombs (ur. 1943)[526][527]
  - Liza Redfield – amerykańska dyrygent, kompozytor i pianistka (ur. 1924)[528]
- 26 grudnia
  - Theodore Antoniou – grecki kompozytor (ur. 1935)[529]
- 27 grudnia
  - Jakša Fiamengo – chorwacki piosenkarz i kompozytor (ur. 1946)[530]
  - Dian Pramana Poetra – indonezyjski piosenkarz (ur. 1961)[531]
- 28 grudnia
  - Christine McGuire – amerykańska piosenkarka, znana z zespołu The McGuire Sisters (ur. 1926)[532]
  - Ray Sawyer – amerykański piosenkarz, gitarzysta i perkusjonista rockowy, muzyk zespołu Dr. Hook & the Medicine Show (ur. 1937)[533]
- 29 grudnia
  - Aldo Parisot – amerykański wiolonczelista i pedagog muzyczny (ur. 1918)[534]
- 31 grudnia
  - Dean Ford – szkocki piosenkarz i autor piosenek (ur. 1946)[535]

Data dzienna nieznana
- Antoni Cichecki – polski skrzypek ludowy (ur. 1934)

## Nagrody
- 28 stycznia – 60. ceremonia wręczenia nagród Grammy[536][537]
- 24 kwietnia – Fryderyki 2018[538][539]
- 12 maja – 63. Konkurs Piosenki Eurowizji – Netta „Toy”[540]
- 20 maja – Billboard Music Awards 2018[541]
- 22 czerwca – Grand Prix Jazz Melomani 2017, Łódź, Teatr Wielki[542][543][544]
- 20 września – 27. Mercury Prize – Wolf Alice Visions of a Life[545][546]
- 23 października – Nagroda Muzyczna Programu Trzeciego – „Mateusz”[547]
- 25 listopada – Konkurs Piosenki Eurowizji dla Dzieci 2018 – Roksana Węgiel – „Anyone I Want to Be”[548]